# Paul Lizandier
Paul Lizandier, né le 2 décembre 1884 à Nancray-sur-Rimarde (Loiret) et mort le 4 février 1969 à Izvoru Bârzii en Roumanie, est un athlète français.

## Carrière
Paul Lizandier obtient avec Joseph Dréher et Louis de Fleurac la médaille de bronze du 3 miles par équipe lors des Jeux olympiques de 1908 à Londres. Au cours de ces mêmes Jeux olympiques, Lizandier participe aussi au 5 miles, sans atteindre la finale.
Il est sacré champion de France du 1 500 mètres en 1909.
Il quitte la France pour la Roumanie en 1913. Il est sous le coup d'une condamnation à mort pour insoumission jusqu'en décembre 1937 où la peine est levée.

## Palmarès
- Jeux olympiques de 1908 à Londres
  -  Médaille de bronze du 3 miles par équipe